# Loïc Legendre
Loïc Legendre est un acteur français né le 1er mars 1978. Il est surtout connu du grand public pour avoir incarné le truculent curé de Chinon dans la trilogie de Qu'est-ce qu'on a fait au Bon Dieu ? 

## Filmographie

### Cinéma
- 2011 : L'Élève Ducobu : l’infirmier de la maison de repos
- 2012 : Je ne suis pas mort : le vigile à Matignon
- 2014 : Qu'est-ce qu'on a fait au Bon Dieu ? : le curé de Chinon
- 2016 : Elle : l'armurier
- 2016 : Débarquement immédiat ! : Lefèvre
- 2016 : Je suis là
- 2017 : Pétage : l'inconnu
- 2017 : Marie-Francine : Xavier
- 2018 : Action : les commerçants
- 2019 : Qu'est-ce qu'on a encore fait au Bon Dieu ? : le curé
- 2019 : Jusqu'ici tout va bien : Gilou
- 2019 : Roxane : le directeur de l'agence bancaire
- 2020 : Ducobu 3 : Hervé Ducobu
- 2020 : Les Blagues de Toto : Monsieur Duvivier
- 2020 : Belle Fille : le vétérinaire
- 2020 : Petit Vampire : le premier Kawai
- 2021 : Qu'est-ce qu'on a tous fait au Bon Dieu ? : le curé
- 2022 : Hommes au bord de la crise de nerfs : Yourgos
- 2022 : Ducobu Président ! d'Elie Semoun : Hervé Ducobu
- 2022 : Le Tigre et le Président : un journaliste
- 2024 : Ducobu passe au vert d'Élie Semoun : Hervé Ducobu
- 2024 : Fêlés de Christophe Duthuron : organisateur Garorock

### Télévision
- 2016-2018 : Vestiaires libérés : Jean-Louis et autres personnages (5 épisodes)
- 2017 : Munch : le procureur Guerout (1 épisode)
- 2019 : Le Bon Numéro
- 2019 : Mike : le vendeur de guitare (2 épisodes)
- 2017-2022 : Le juge est une femme : Jérôme Ravalec (33 épisodes)
- 2017-2021 : Les Petits Meurtres d'Agatha Christie : PVK et Geoffroy Dopagne (2 épisodes)
- 2020 : Section de recherches : Jérôme Ravalec (2 épisodes)
- 2021 : Le Furet : Marc
- 2023 : Alphonse de Nicolas Bedos (série Prime Vidéo) : le notaire
- 2024 : Père Noël à domicile de Manu Joucla : le cambrioleur

### Théâtre
● 1999 : Reste t-il des gens civilisés à Paris ? de                        Morgane Bontemps, Cécile Carrère, Sébastien Marchon, Sophie Milleron et Corinne Plisson
- 2022 - 2023 : Berlin Berlin de Patrick Haudecœur et Gérald Sibleyras, mise en scène José Paul, Théâtre Fontaine
- 2024 : Mon Jour de chance de Patrick Haudecœur et Gérald Sibleyras, mise en scène José Paul, Théâtre Fontaine